# Tour du Moulin de Marcigny
 (février 2024).
Si vous disposez d'ouvrages ou d'articles de référence ou si vous connaissez des sites web de qualité traitant du thème abordé ici, merci de compléter l'article en donnant les références utiles à sa vérifiabilité et en les liant à la section « Notes et références ».
La Tour du Moulin est un vestige du prieuré des Dames bénédictines (le prieuré date du XIe siècle), situé à Marcigny, dans le département français de Saône-et-Loire. La tour du Moulin est, depuis 1913, un musée municipal consacré à la géologie, paléontologie, l'archéologie de la préhistoire au moyen-âge, aux arts décoratifs, beaux arts, apothicairerie (dont l'usage des plantes et des animaux aussi en gastronomie et en cosmétique) et architecture. Le musée possède un jardin cerclant une cour arrière, jardin de type médiéval. Ce site touristique ouvert d'avril à octobre accueille les visiteurs pour des visites guidées, ateliers et évènementiels.
Ce bâtiment a été classé Monument Historique en 1909.

## Présentation générale

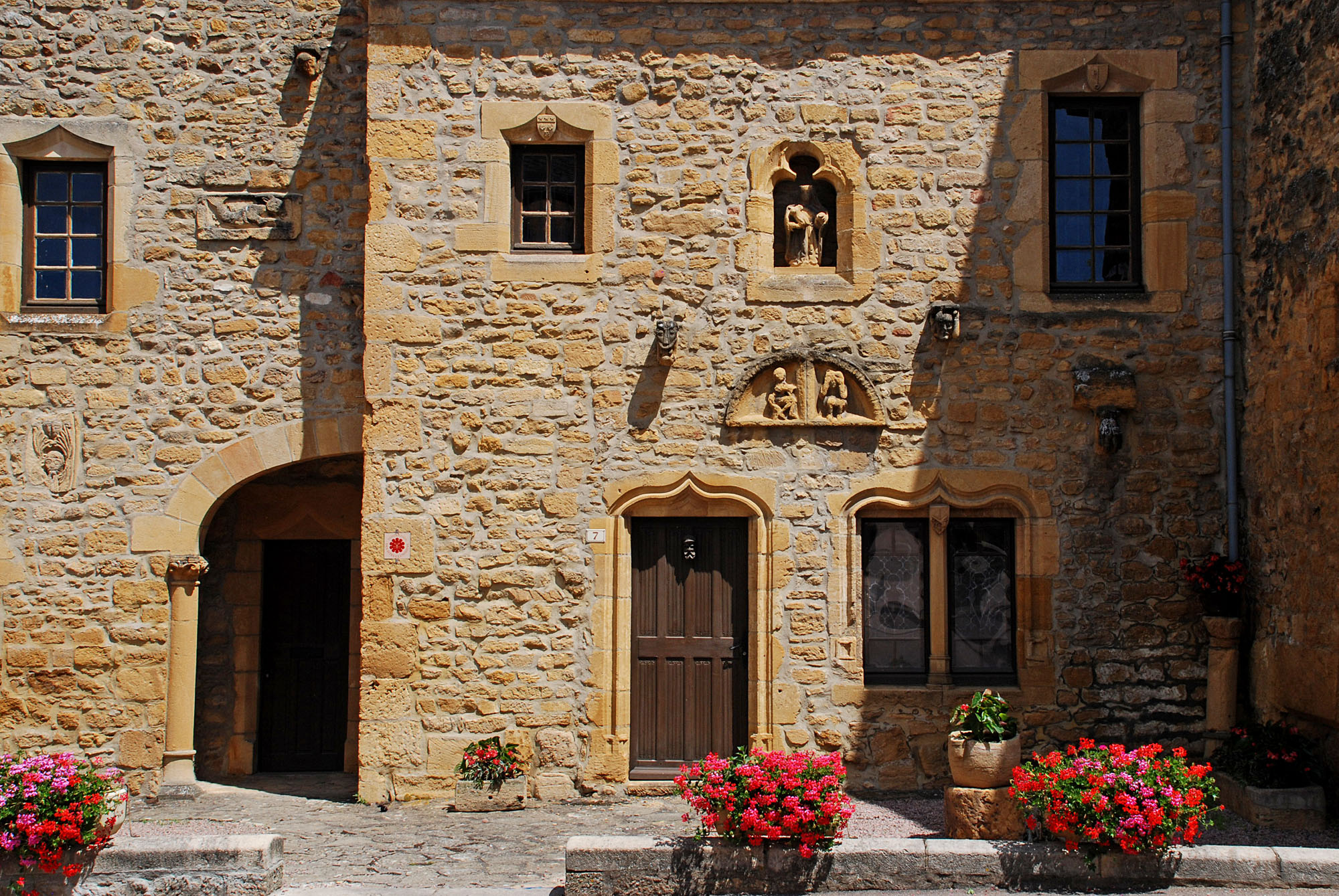
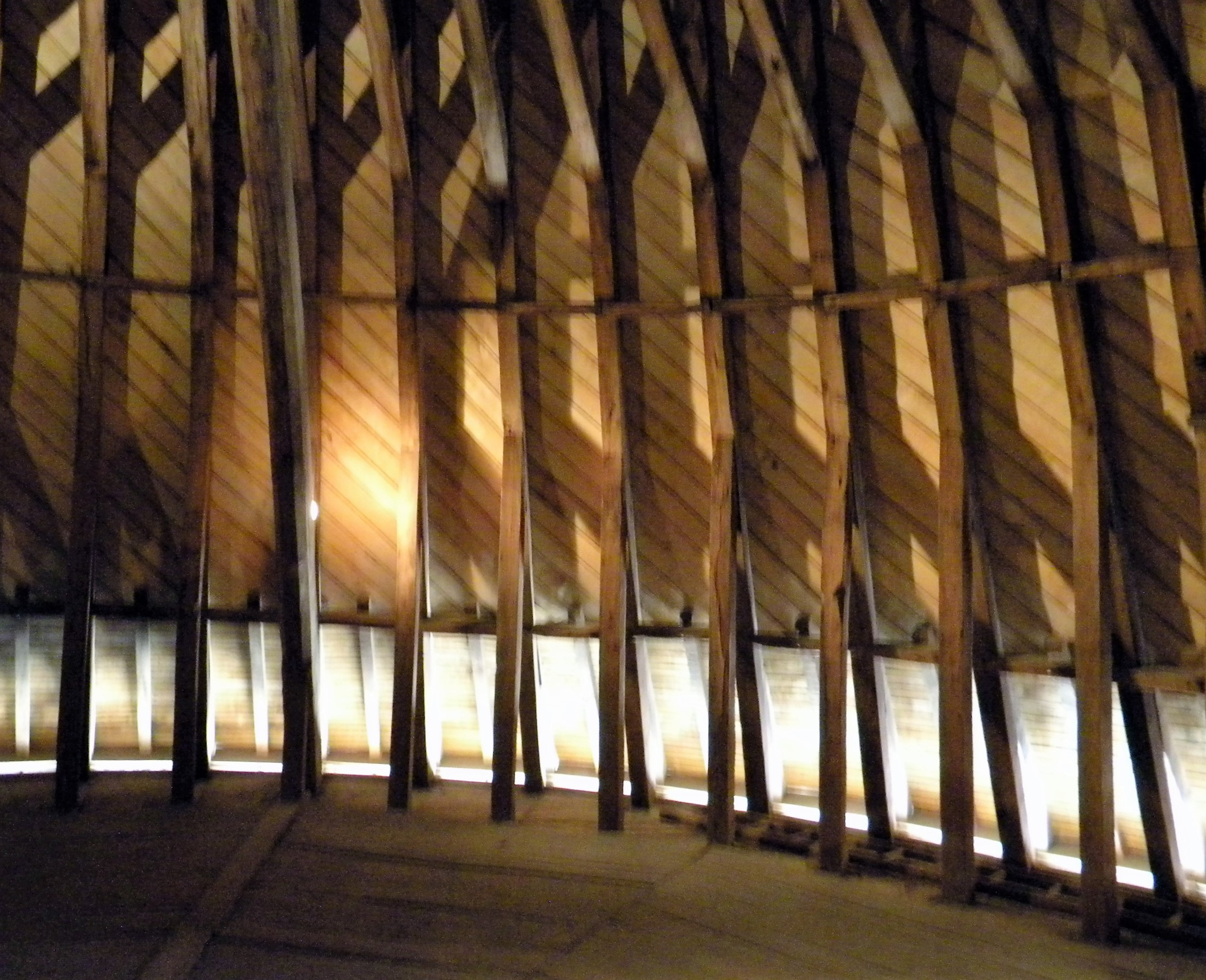
Vue partielle de la charpente
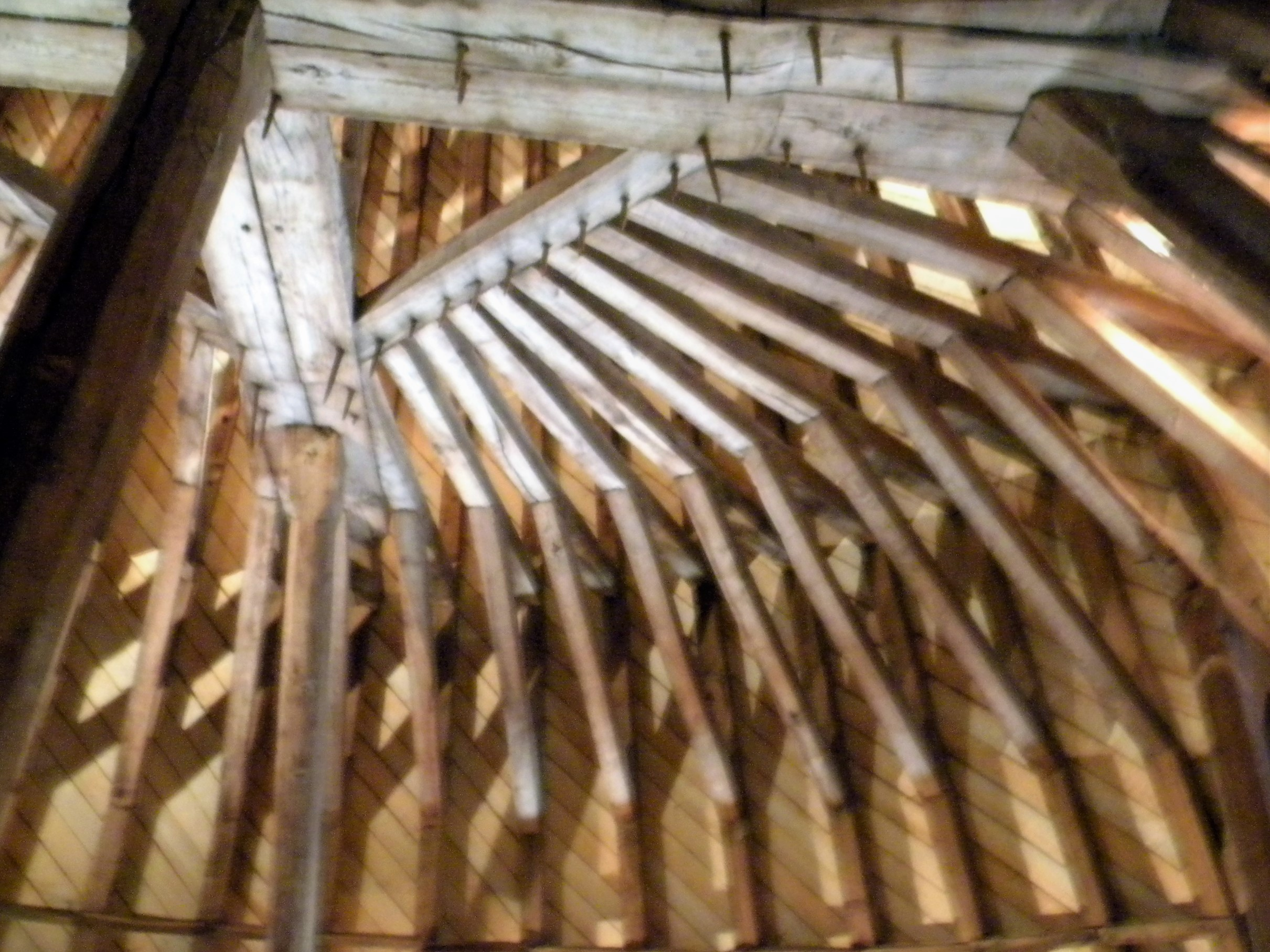
Vue partielle de la charpente
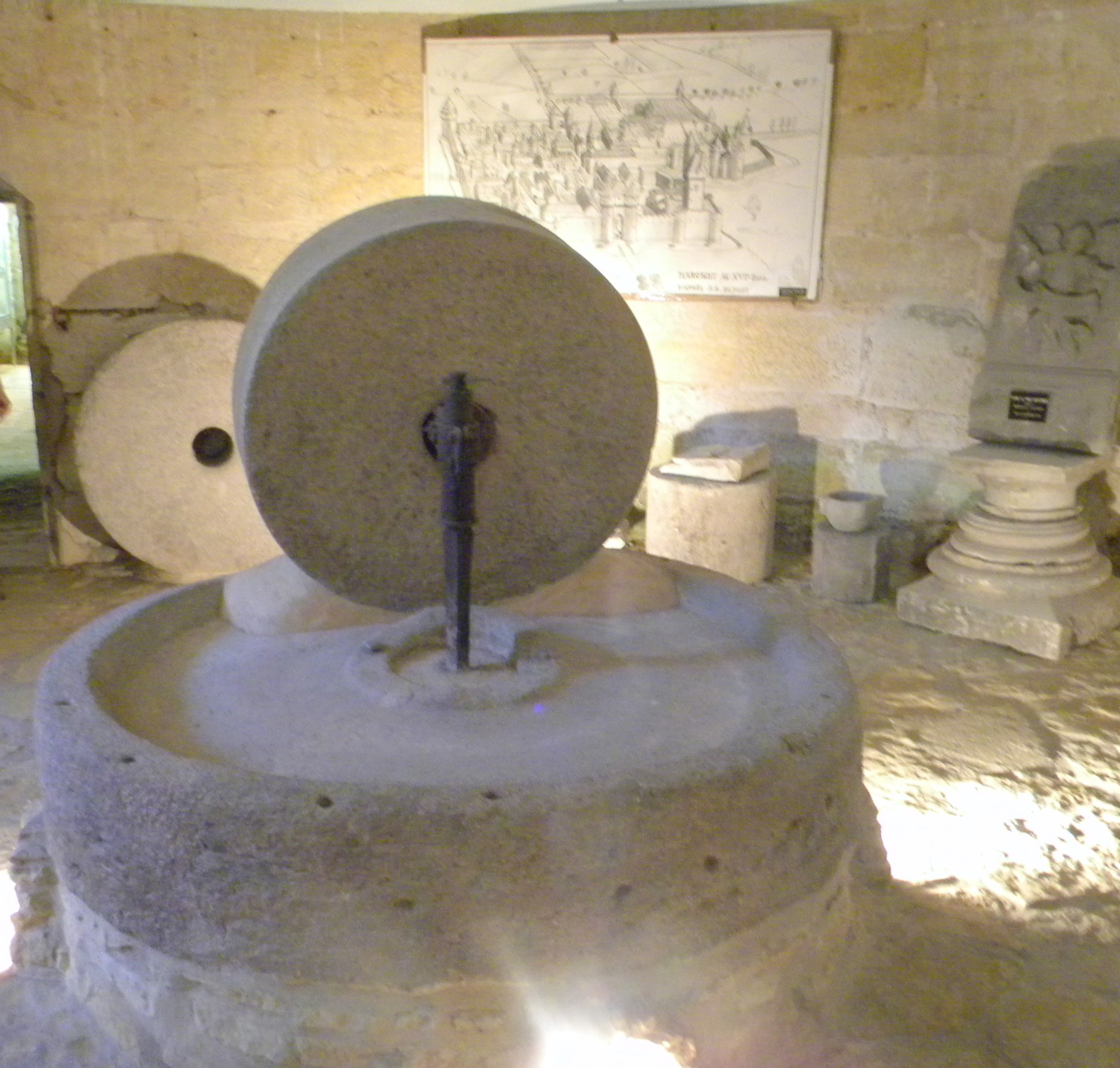
Salle des meules
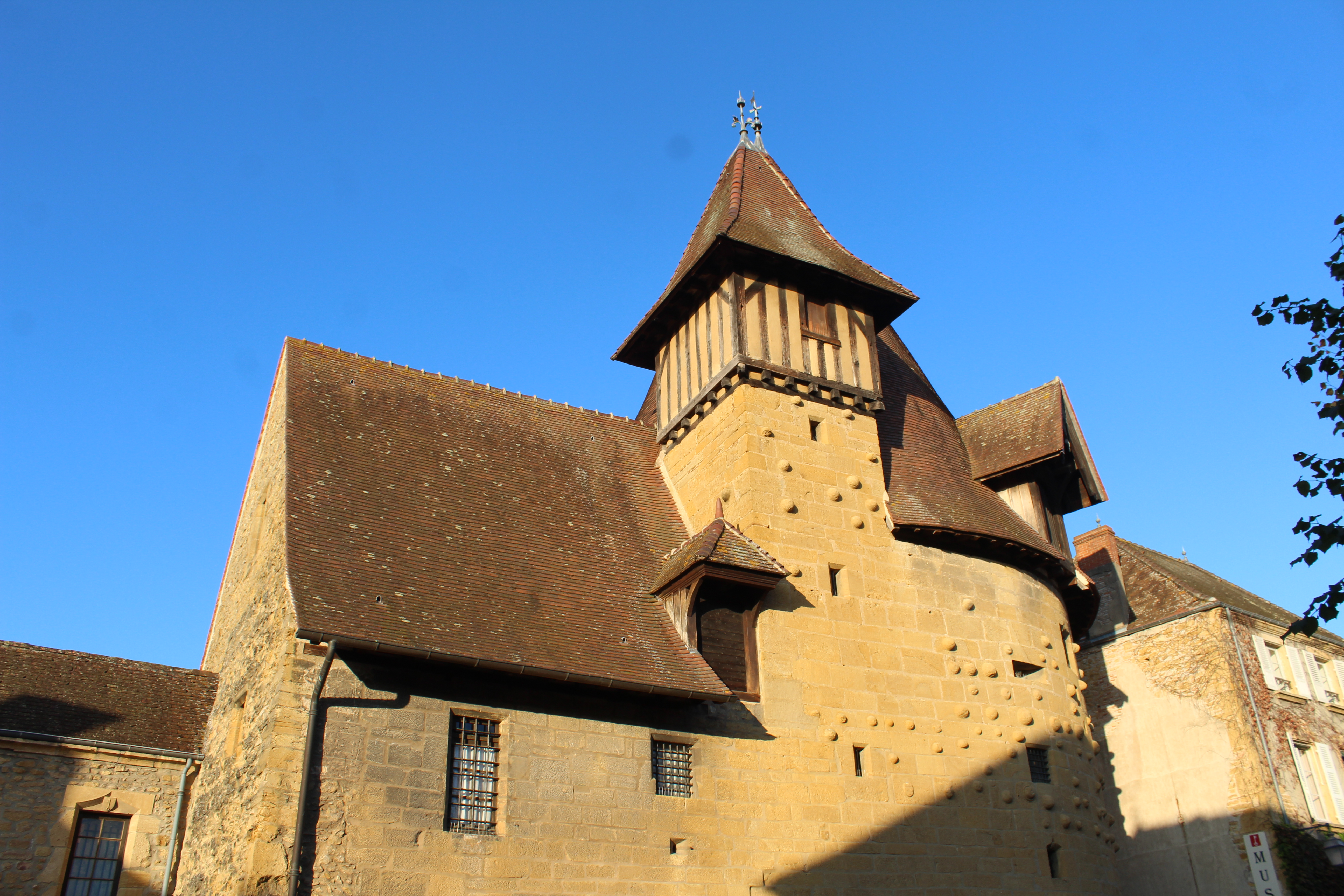

Vestiges de l'enceinte défensive de Marcigny, la Tour du Moulin aurait été construite à la fin du XVe siècle. D'abord tour de défense et moulin fortifié pour le prieuré, la Tour est devenue grenier, logement puis a été aménagée en musée (1913).
En 1477, la Bourgogne devient française. La Tour du Moulin (1480-1520) est construite en pierres appareillées de calcaire jaune à entroques. Elle apparaît comme un acte d’allégeance à la Couronne, présentant les caractéristiques de l’Art Militaire Français initié par Louis XI : bossages (plus de deux cents), témoignant de la richesse de ses commanditaires, et canonnières à double ébrasement.
La tour mesure 25m de haut. La charpente, d’une hauteur de 14 mètres, témoigne d’une parfaite maîtrise de la part des compagnons. L'épaisseur de la muraille est de 2,80 m à la base et de 1,20 m au sommet. Elle est ornée de boules rondes. H. Robillard avance deux hypothèses : soit elles symboliseraient des mères nourricières soit elles représentent des boulets de pierre que commençait à utiliser l'artillerie à feu.
La charpente est essentiellement faite de bois de châtaignier. Elle date du XVe siècle. Sa hauteur est de 12 mètres.

## Musée de minéralogie (géologie - paléontologie), d'archéologie (de la préhistoire au moyen-âge), de Beaux Arts & arts décoratifs, apothicairerie, architecture
Au début du XXe siècle, deux érudits locaux, Jean-Baptiste Derost et François Ginet-Donati, se prennent de passion pour l’histoire de leur région. Ils décident, en accord avec la Municipalité, d’investir la Tour du Moulin d’une mission : conserver et transmettre la mémoire locale.
En 1913, une première salle est aménagée pour accueillir le musée. Progressivement des donateurs privés enrichissent les collections (notamment maître Charles Damiron, officier de la Légion d'honneur, ancien bâtonnier du barreau de Lyon, écrivain d'art et grand collectionneur de faïences).
Le musée municipal, de 300 m² sur quatre niveaux, est labellisé « Musée de France » depuis 2002. Cinq espaces d'exposition y ont été aménagés pour découvrir les collections minéralogiques - paléontologiques, d'archéologie, d'arts et d'artisanats, de beaux arts, sur les plantes et animaux en usage dans le milieu de la pharmacopée :  gastronomie et cosmétique. Le fil conducteur étant la matière, qu'elle soit brute ou travaillée par l'humain. Une salle est dédiée aux expositions temporaires qui changent chaque année. Le clou du spectacle se termine tout en haut de la tour avec la célèbre charpente.
De nombreux vestiges du prieuré des Dames bénédictines, construit au XIe siècle par Geoffroy et Hugues de Semur, sont exposés au musée et témoignent du prestigieux passé de Marcigny.

## Selection de collections

### Céramiques & Apothicairerie
- La collection de céramiques a largement contribué à la renommée du musée, sa richesse initiale est due aux dons de Charles Damiron[5] et des amis, ainsi qu'au dépôt de collections de l'hôpital de Marcigny.
- Plat la légende de Curtius (1554) offert au musée par l'industriel lyonnais Paul Gillet
- Deux plats de Bernard Palissy offert par Charles Damiron
- Plat de Nevers l'arbre d'amour (XVIIIe siècle)
- Majoliques italiennes, faïences (Moustiers, Rouen, Nevers...)
- La pharmacie de l'hospice civil composée de 113 pots en faïences de Nevers, 4 vases à thériaque, quarante coffrets de chêne, quatre mortiers en bronze.

### Sculptures et peintures
- Peintures et sculptures religieuses : Saint-Georges terrassant le dragon, christ en croix, Saint Loup, Saint Roch, Saint Etienne...
- Autres œuvres peintures, sculptures, médaillons relatifs à des personnalités brionnaises : Irène Popard (chorégraphe) Joseph Berchoux poète gastronome), Marquis de Vichy-Montceaux...
- En 2017 deux œuvres remis en dépôt au musée par l'hôpital de Marcigny sont à nouveau exposées après restauration. Il s'agit pour l'une d'un tableau du XVIIe siècle représentant peut-être Georges Goutaudier (mort en 1568), bienfaiteur de l'hôpital et l'autre Marie-Madeleine repentante, tableau du XVIIIe siècle.

### Archéologie et géologie
Dans les salles Quentin Ormezzano et Paul Henry sont présentés les collections portant sur la géologie et paléontologie dont le 3/4 proviennent de Bourgogne - des Alpes - territoire français, des collections préhistoriques locales dont des occupations néandertaliennes dès 200 000 ans avant notre ère et d'Homo sapiens du paléolithique supérieur jusqu'au néolithique, suivit de collections portant sur la protohistoire (âge du bronze et âge du fer) avec des objets provenant de divers dépôts en Bourgogne; ainsi qu'une collection sur l'époque gallo-romaine soit de Bourgogne soit témoignant du travail des cabinés de curiosité, notamment l'idée de mettre en valeur l'ex statio et ville gallo-romaine Marciniacum, et pour finir une collection sur l'époque médiévale. Ces vestiges sont présentés dans une démarche d'une part de recontextualisation et de valorisation des époques historiques témoignant que Marcigny a toujours été occupée. Des maquettes et des jeux didactiques permettent aux visiteurs de mieux intégrer les informations de façon pédagogique et ludique. 

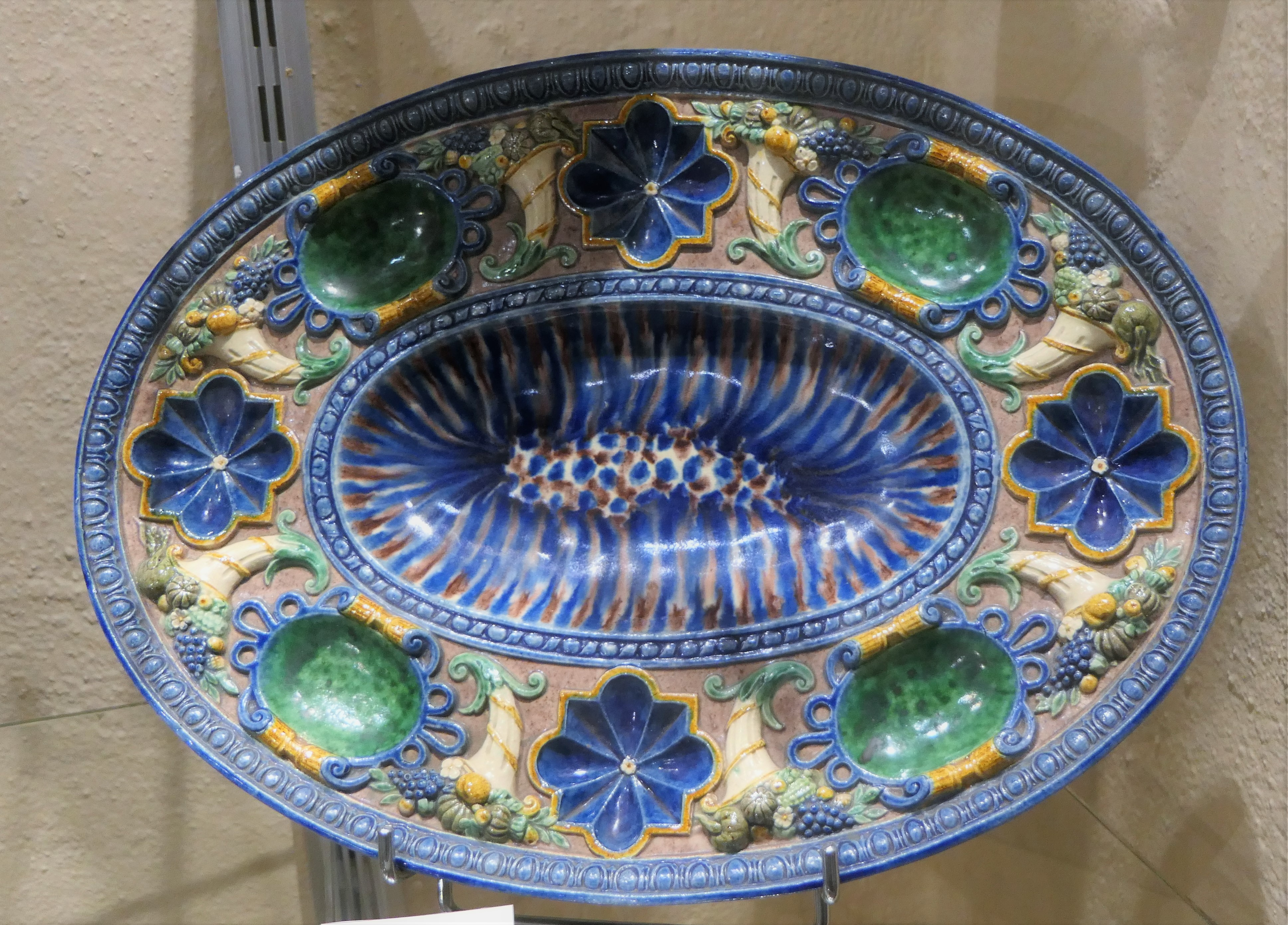
Plat attribué à Bernard Palissy
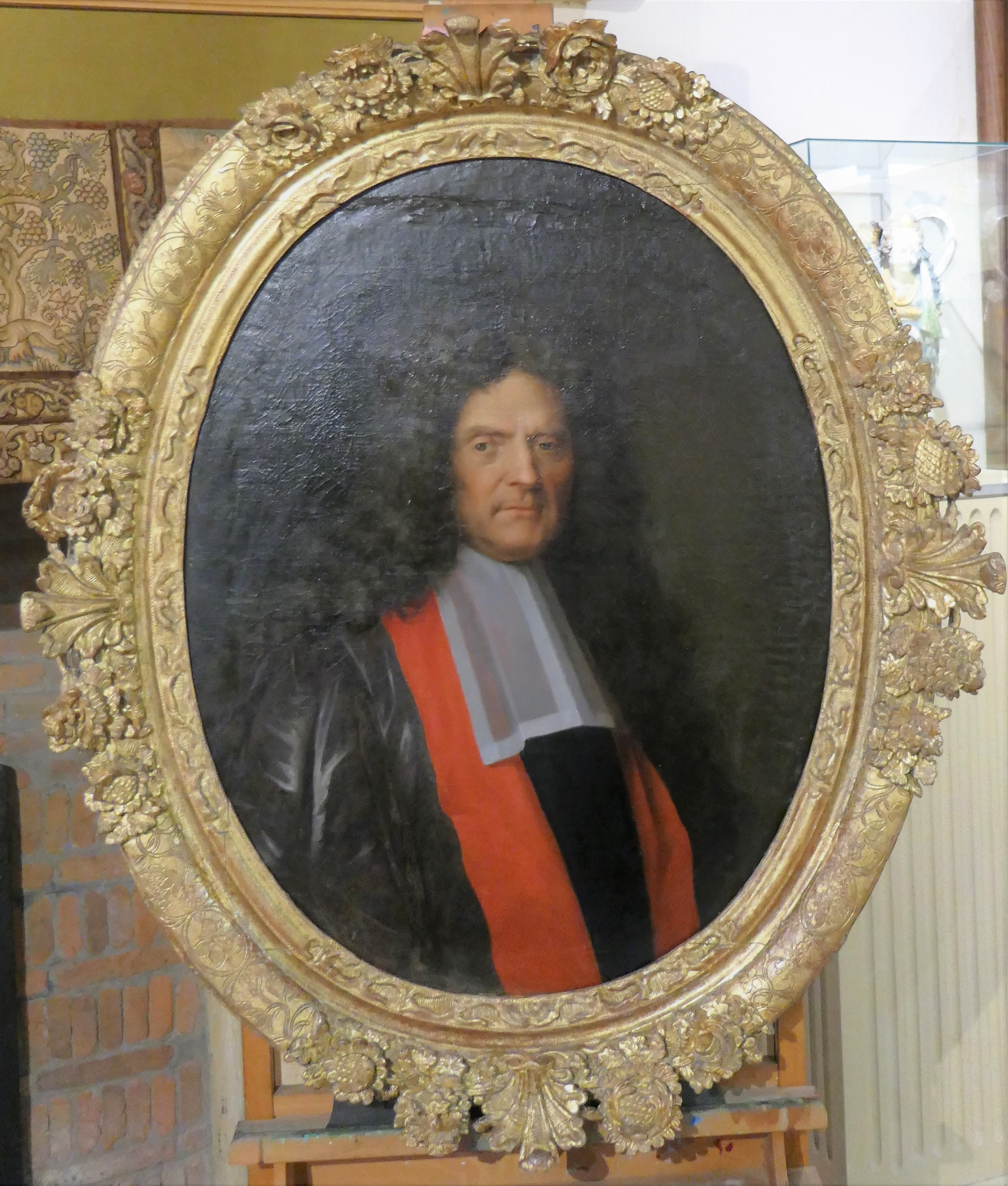
Georges Goutaudier ?
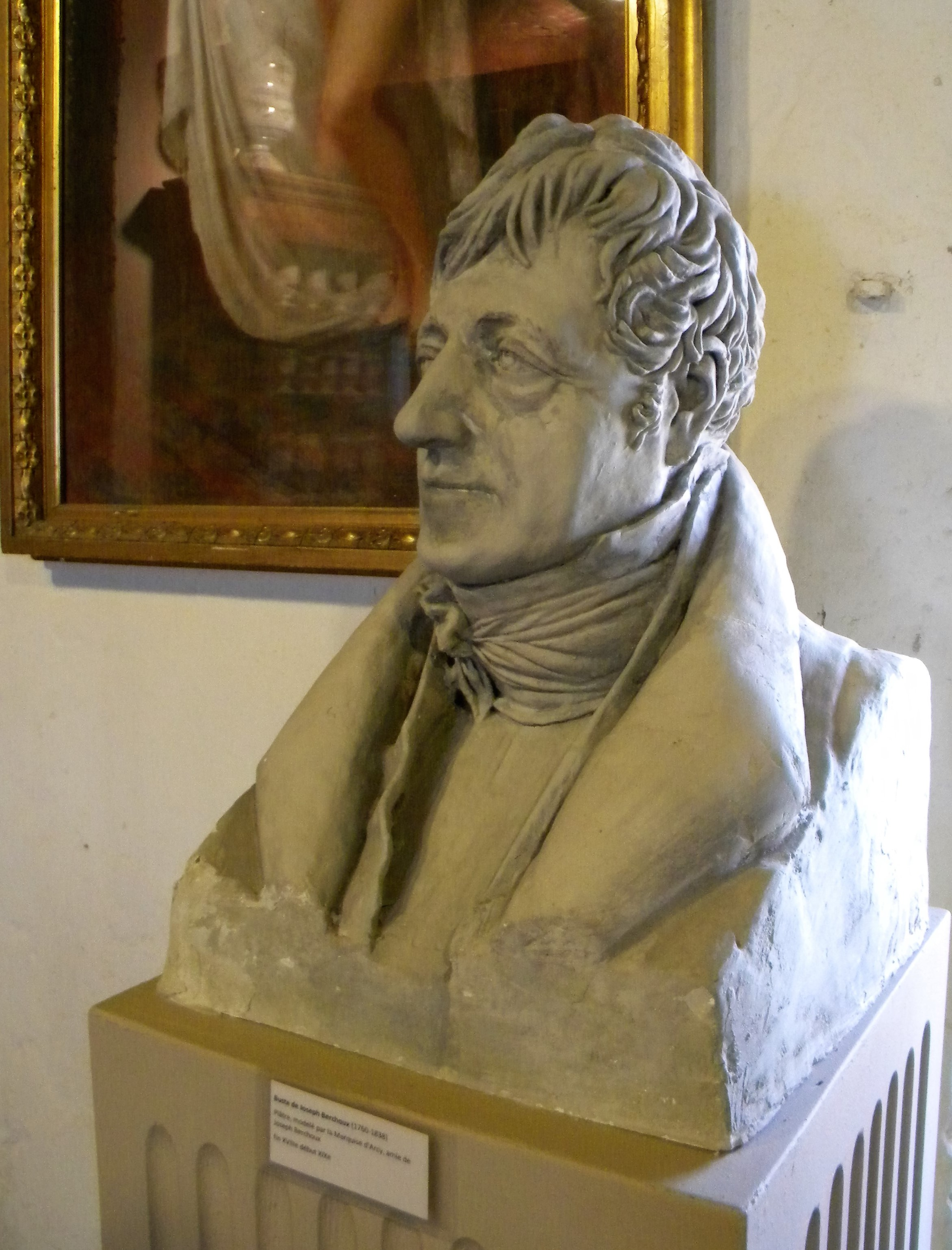
Joseph Berchoux
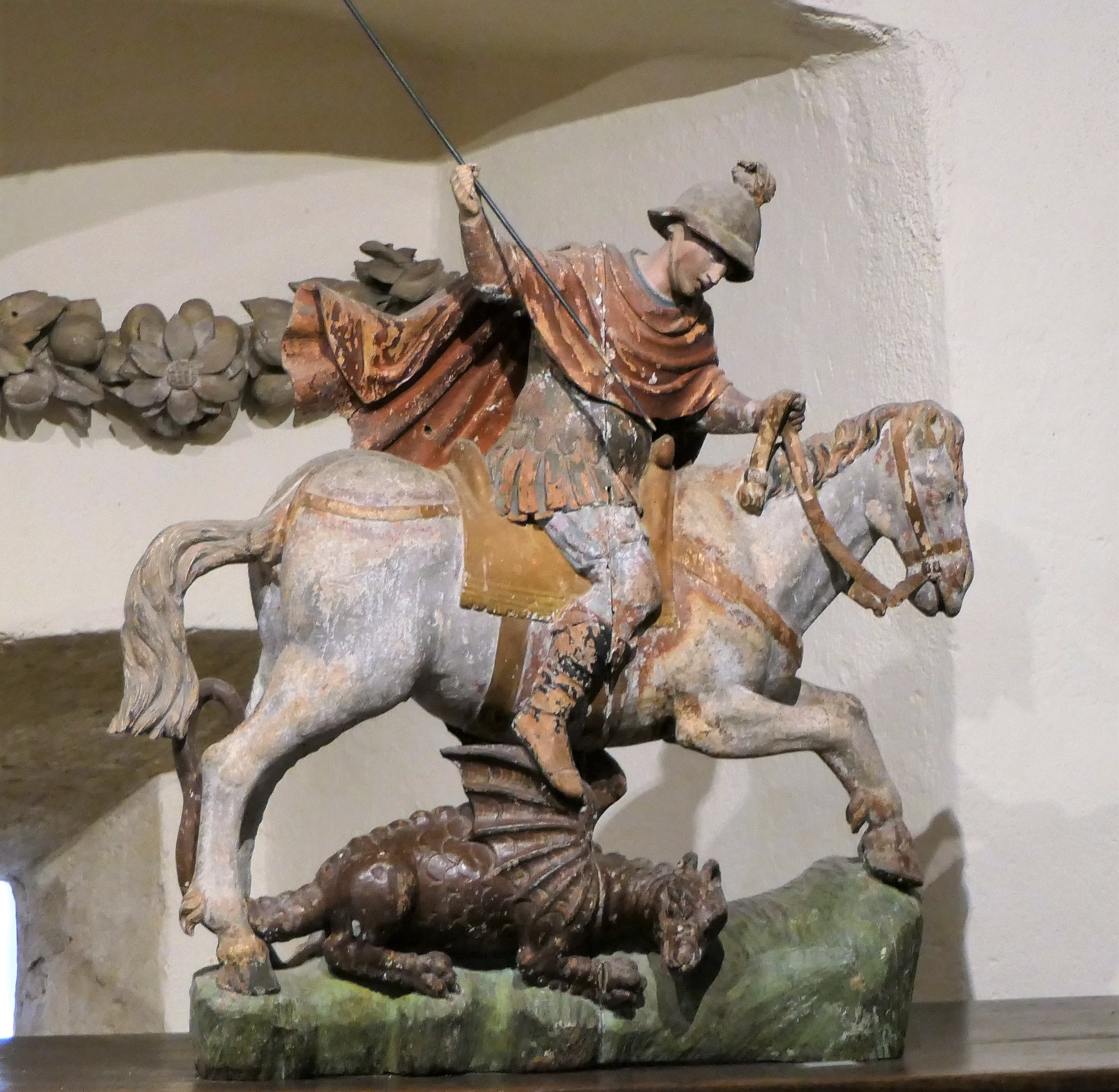
Saint-Georges terrassant le dragon
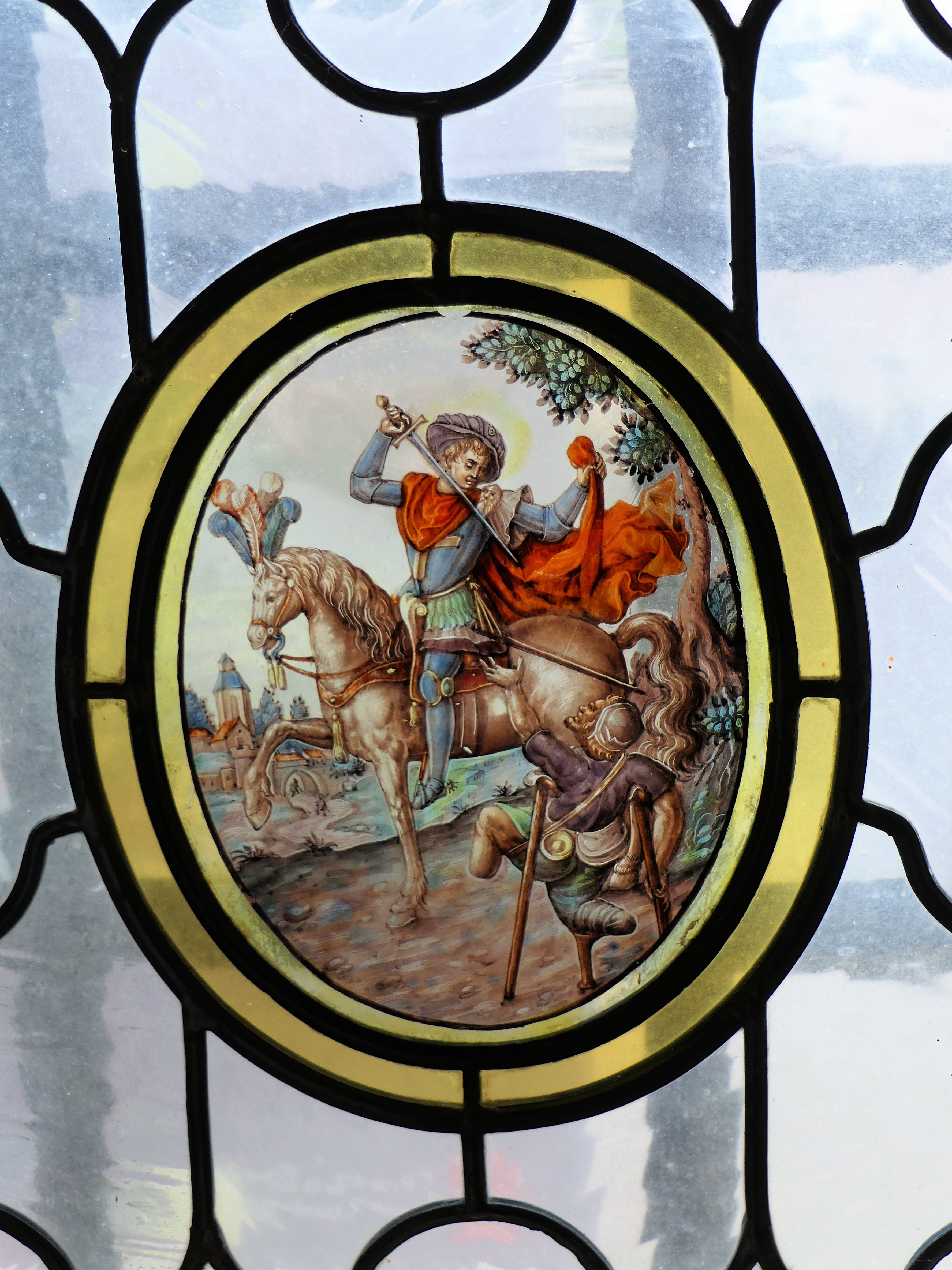
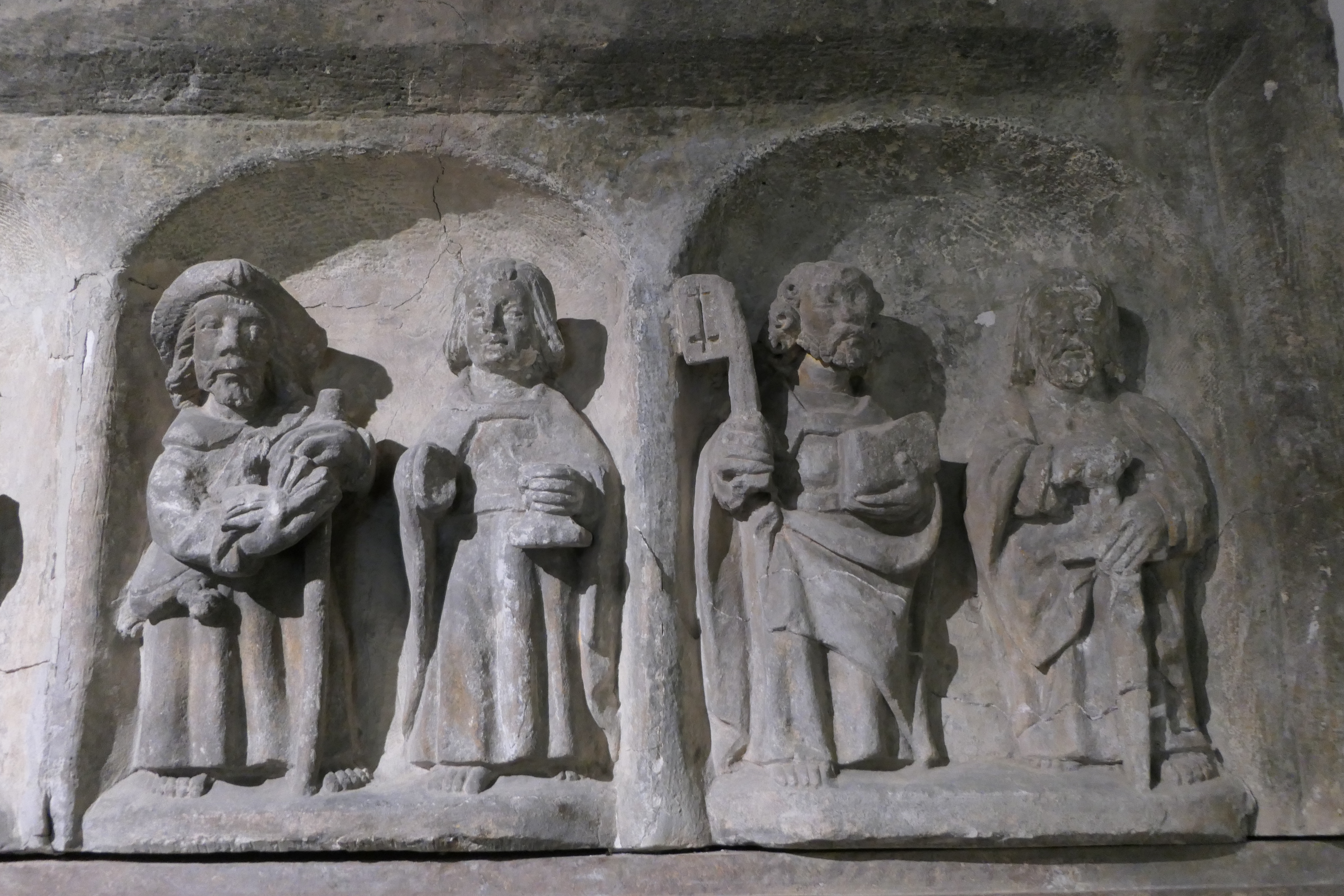
Retable d'autel (détail)
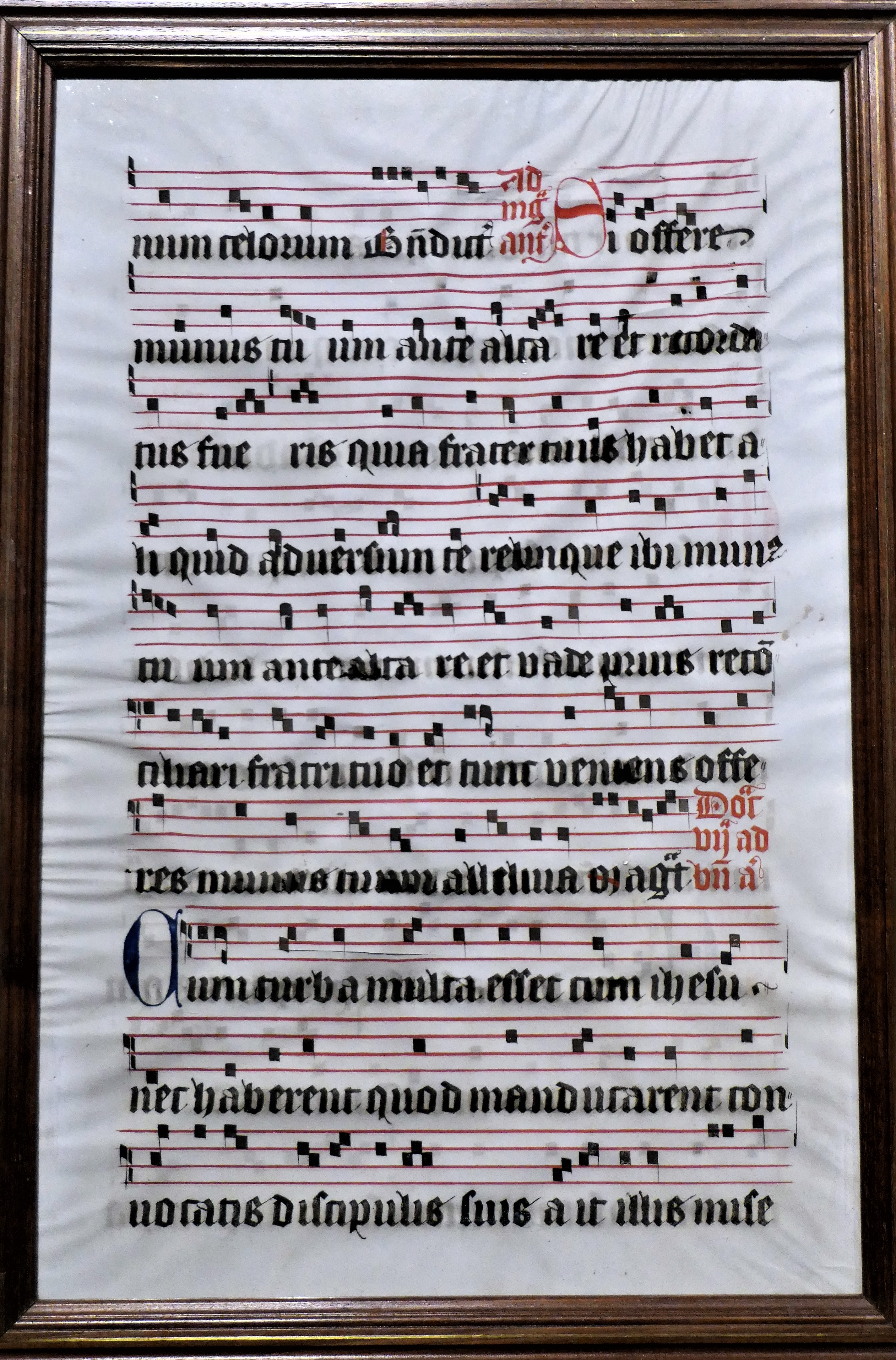
Antiphonaire

## Fréquentation attention de 2020 à 2022 chiffre en baisse à cause de la covid-19, dès 2023 chiffre de fréquentation en hausse.
| Année | Entrées gratuites | Entrées payantes | Total |
| ----- | ----------------- | ---------------- | ----- |
| 2001  | 432               | 1 641            | 2 073 |
| 2002  | 456               | 1 728            | 2 184 |
| 2003  | 585               | 1 152            | 1 737 |
| 2004  | 258               | 1 088            | 1 346 |
| 2005  | 120               | 1 294            | 1 414 |
| 2006  | 255               | 1 403            | 1 658 |
| 2007  | 167               | 1 014            | 1 181 |
| 2008  | 652               | 647              | 1 299 |
| 2009  | 546               | 1 118            | 1 664 |
| 2010  | 606               | 1 600            | 2 206 |
| 2011  | 122               | 2 460            | 2 582 |
| 2012  | 491               | 1 630            | 2 121 |
| 2013  | 327               | 1 096            | 1 423 |
| 2014  | 520               | 1 433            | 1 953 |
| 2015  | 603               | 1 096            | 1 699 |
| 2016  | 731               | 1 170            | 1 901 |
| 2017  | 612               | 1 290            | 1 902 |